# Сивороткино
Си́вороткино (рос. Сывороткино) — присілок у складі Великоустюзького району Вологодської області, Росія. Входить до складу Мардензького сільського поселення.

## Населення
Населення — 51 особа (2010; 33 у 2002).
Національний склад (станом на 2002 рік):
- росіяни — 100 %